# آجارلار
آجارلار (به ترکی استانبولی: Acarlar) شهری است در کشور ترکیه که در استان آیدین واقع شده‌است. جمعیت این شهر بر اساس سرشماری سال ۲۰۰۸ میلادی ۹٬۸۲۳ نفر و بر اساس برآوردهای سال ۲۰۰۹ میلادی ۹٬۸۹۰ نفر می‌باشد.